# League of Ireland Premier Division (2015)
League of Ireland Premier Division 2015 (znana jako SSE Airtricity League Premier Division ze względów sponsorskich) była 31. edycją najwyższej klasy rozgrywkowej piłki nożnej w Irlandii pod tą nazwą, a 95. mistrzowskimi rozgrywkami w ogóle.
Brało w niej udział 12 drużyn, które w okresie od 6 marca do 30 października 2015 rozegrały 33 kolejek meczów. 
Sezon zakończył baraż o utrzymanie w Premier Division. Tytuł mistrzowski obroniła drużyna Dundalk, zdobywając drugi tytuł z rzędu a jedenasty w swojej historii.

## Drużyny
| Uczestnicy poprzedniej edycji | Uczestnicy poprzedniej edycji | Uczestnicy poprzedniej edycji | Uczestnicy poprzedniej edycji |
| --- | ----------------------------- | ----------------------------- | ----------------------------- |
| DUN | Dundalk F.C.                  | Dundalk                       | 1                             |
| COR | Cork City                     | Cork                          | 2                             |
| STP | St. Patrick’s Athletic        | Dublin                        | 3                             |
| SHR | Shamrock Rovers               | Dublin                        | 4                             |
| SRS | Sligo Rovers                  | Sligo                         | 5                             |
| LIM | Limerick                      | Limerick                      | 6                             |
| BOD | Bohemian F.C.                 | Dublin                        | 7                             |
| DER | Derry City                    | Derry                         | 8                             |
| DRU | Drogheda United               | Drogheda                      | 9                             |
| BRW | Bray Wanderers                | Bray                          | 10                            |
| Awans z First Division 2014 |                               |                               |                               |
| LGT | Longford Town                 | Longford                      | 1                             |
| po barażach |                               |                               |                               |
| GAU | Galway                        | Galway                        | 3                             |
| Oznaczenia: - kolumna pierwsza – skróty nazw drużyn, - kolumna trzecia – siedziba klubu, - kolumna czwarta – miejsce zajęte w poprzednim sezonie. |                               |                               |                               |

## Tabela
| Lp. | Drużyna               | M  | Z  | R  | P  | B+ | B- | +/– | Pkt | Kwalifikacja lub spadek                      |
| --- | --------------------- | -- | -- | -- | -- | -- | -- | --- | --- | -------------------------------------------- |
| 1   | Dundalk (M, P)        | 33 | 23 | 9  | 1  | 78 | 23 | +55 | 78  | Liga Mistrzów UEFA • II runda kwalifikacyjna |
| 2   | Cork City             | 33 | 19 | 10 | 4  | 57 | 25 | +32 | 67  | Liga Europy UEFA • I runda kwalifikacyjna    |
| 3   | Shamrock Rovers       | 33 | 18 | 11 | 4  | 56 | 27 | +29 | 65  | Liga Europy UEFA • I runda kwalifikacyjna    |
| 4   | St Patrick's Athletic | 33 | 18 | 4  | 11 | 52 | 34 | +18 | 58  | Liga Europy UEFA • I runda kwalifikacyjna    |
| 5   | Bohemians             | 33 | 15 | 8  | 10 | 49 | 42 | +7  | 53  |                                              |
| 6   | Longford Town         | 33 | 10 | 9  | 14 | 41 | 53 | −12 | 39  |                                              |
| 7   | Derry City            | 33 | 9  | 8  | 16 | 32 | 42 | −10 | 35  |                                              |
| 8   | Bray Wanderers        | 33 | 9  | 6  | 18 | 27 | 51 | −24 | 33  |                                              |
| 9   | Sligo Rovers          | 33 | 7  | 10 | 16 | 39 | 55 | −16 | 31  |                                              |
| 10  | Galway United         | 33 | 9  | 4  | 20 | 39 | 61 | −22 | 31  |                                              |
| 11  | Limerick (B, S)       | 33 | 7  | 8  | 18 | 46 | 73 | −27 | 29  | Baraż o Premier Division                     |
| 12  | Drogheda United (S)   | 33 | 7  | 7  | 19 | 32 | 62 | −30 | 28  | Spadek do First Division                     |

1. ↑  Przed rozpoczęciem sezonu 2015 klub powrócił do nazwy Galway United FC[2][3].

## Wyniki
| Gospodarz \ Gość      | BOH | BRW | COR | DER | DRO | DUN | GAL | LIM | LON | SHM | SLI | StP | BOH | BRW | COR | DER | DRO | DUN | GAL | LIM | LON | SHM | SLI | StP |
| --------------------- | --- | --- | --- | --- | --- | --- | --- | --- | --- | --- | --- | --- | --- | --- | --- | --- | --- | --- | --- | --- | --- | --- | --- | --- |
| Bohemians             |     | 0–0 | 1–1 | 4–2 | 0–1 | 0–3 | 2–0 | 2–1 | 2–0 | 3–1 | 1–0 | 0–1 |     |     | 0–1 |     |     | 2–2 | 3–0 |     | 1–1 |     |     | 2–0 |
| Bray Wanderers        | 0–1 |     | 0–1 | 1–0 | 0–1 | 0–1 | 0–5 | 4–0 | 0–1 | 0–3 | 1–0 | 1–0 | 3–1 |     | 0–0 |     | 1–0 |     | 1–1 | 2–2 |     | 2–2 |     |     |
| Cork City             | 4–0 | 1–0 |     | 3–0 | 4–1 | 1–2 | 2–0 | 5–0 | 2–0 | 0–0 | 3–2 | 3–1 |     |     |     | 0–0 |     | 2–2 | 1–0 | 2–3 | 2–3 |     |     |     |
| Derry City            | 1–2 | 0–0 | 0–2 |     | 3–0 | 0–1 | 0–2 | 0–0 | 3–0 | 0–0 | 1–1 | 0–3 | 2–3 | 3–1 |     |     | 0–2 | 0–2 |     |     |     | 1–0 |     |     |
| Drogheda United       | 0–1 | 4–2 | 1–2 | 1–1 |     | 1–2 | 2–0 | 1–1 | 0–3 | 0–1 | 3–2 | 0–2 | 2–2 |     | 1–1 |     |     |     |     | 1–4 | 0–3 |     | 0–4 |     |
| Dundalk               | 1–2 | 8–1 | 1–1 | 1–0 | 1–0 |     | 3–0 | 6–2 | 1–0 | 2–0 | 3–0 | 3–0 |     | 4–0 |     |     | 6–0 |     | 0–0 |     | 0–0 |     | 2–2 | 4–1 |
| Galway United         | 5–3 | 0–1 | 1–3 | 1–2 | 1–0 | 2–4 |     | 3–2 | 1–2 | 1–2 | 0–1 | 1–4 |     |     |     | 0–4 | 1–1 |     |     | 1–3 | 4–2 |     | 2–1 | 0–1 |
| Limerick              | 0–3 | 0–1 | 0–1 | 0–2 | 1–2 | 1–1 | 2–4 |     | 2–2 | 1–1 | 3–2 | 1–2 | 4–3 |     |     | 0–2 |     | 1–3 |     |     | 3–3 | 0–2 |     | 3–1 |
| Longford Town         | 2–1 | 2–0 | 1–4 | 0–0 | 1–1 | 0–2 | 0–1 | 1–0 |     | 0–2 | 1–1 | 2–2 |     | 1–0 |     | 4–2 |     |     |     |     |     | 1–3 | 1–1 | 0–3 |
| Shamrock Rovers       | 0–0 | 1–0 | 0–0 | 4–1 | 1–0 | 2–2 | 3–0 | 4–1 | 3–2 |     | 5–1 | 1–0 | 1–1 |     | 3–0 |     | 5–3 | 1–1 | 2–0 |     |     |     |     | 0–2 |
| Sligo Rovers          | 0–0 | 1–3 | 1–1 | 1–1 | 2–0 | 1–2 | 1–1 | 1–1 | 3–2 | 1–2 |     | 0–3 | 0–2 | 3–2 | 0–2 | 1–0 |     |     |     | 2–3 |     | 1–1 |     |     |
| St Patrick's Athletic | 3–1 | 3–0 | 0–0 | 2–0 | 2–2 | 0–2 | 3–1 | 3–1 | 3–0 | 0–0 | 3–0 |     |     | 1–0 | 1–2 | 0–1 | 2–1 |     |     |     |     |     | 0–2 |     |

## Baraż o Premier Division
Finn Harps wygrał w dwumeczu 2-1 z Limerick finał baraży o miejsce w Premier Division na sezon 2016.
|  |                      |                      |                      |                      |                      |    |          |              |              |              |              |              |
|  | First Division baraż | First Division baraż | First Division baraż | First Division baraż | First Division baraż |    |          | Finał baraży | Finał baraży | Finał baraży | Finał baraży | Finał baraży |
|  | First Division baraż | First Division baraż | First Division baraż | First Division baraż | First Division baraż |    |          | Finał baraży | Finał baraży | Finał baraży | Finał baraży | Finał baraży |
|  |                      |                      |                      |                      |                      |    |          |              |              |              |              |              |
|  |                      |                      |                      |                      |                      |    |          |              |              |              |              |              |
|  |                      |                      |                      |                      |                      | 11 | Limerick | 1            | 0            | 1            |              |              |
|  |                      |                      |                      |                      |                      | 11 | Limerick | 1            | 0            | 1            |              |              |
|  | 3                    | UCD                  | 0                    | 1                    | 1                    |    |          | 2            | Finn Harps * | 0            | 2            | 2            |
|  | 3                    | UCD                  | 0                    | 1                    | 1                    |    |          | 2            | Finn Harps * | 0            | 2            | 2            |
|  | 2                    | Finn Harps           | 1                    | 2                    | 3                    |    |          |              |              |              |              |              |
|  | 2                    | Finn Harps           | 1                    | 2                    | 3                    |    |          |              |              |              |              |              |

* zwycięstwo po dogrywce.

| 23 października 2015 | UCD | 0:1   | Finn Harps     |                                                   |
| 20:45                |     | (0:1) | 1' Ciarán Coll | UCD Bowl, Dublin Widzów: 479 Sędzia: Ben Connolly |

| 30 października 2015 | Finn Harps                         | 2:1   | UCD             |                                                         |
| 20:45                | Nathan Boyle 76' · Josh Mailey 89' | (0:0) | 59' Jamie Doyle | Finn Park, Ballybofey Widzów: 2013 Sędzia: Ray Matthews |

| 2 listopada 2015 | Limerick        | 1:0   | Finn Harps |                                                      |
| 20:45            | Shaun Kelly 34' | (1:0) |            | Markets Field, Garryowen Limerick Sędzia: Rob Rogers |

| 6 listopada 2015 | Finn Harps                          | 2:0 (pd.)       | Limerick |                                                                  |
| 20:45            | Michael Funston 38' · BJ Banda 117' | (1:0, 1:0, 1:0) |          | Finn Park, Ballybofey Widzów: 3200 Sędzia: Derek Tomney (Dublin) |

## Najlepsi strzelcy
| Bramki | Strzelcy        | Drużyna               |
| ------ | --------------- | --------------------- |
| 25     | Richard Towell  | Dundalk               |
| 13     | Karl Sheppard   | Cork City             |
| 12     | Vinny Faherty   | Limerick              |
| 12     | Jake Keegan     | Galway United         |
| 12     | Enda Curran     | Galway United         |
| 12     | Michael Drennan | Shamrock Rovers       |
| 12     | David McMillan  | Dundalk               |
| 12     | Daniel Corcoran | Sligo Rovers          |
| 11     | Chris Forrester | St Patrick's Athletic |
| 11     | Brandon Miele   | Shamrock Rovers       |

Źródło: .

## Stadiony
| Bohemians       |
| --------------- |
| Dalymount Park  |
| Pojemność: 3640 |
|                 |

| Bray Wanderers   |
| ---------------- |
| Carlisle Grounds |
| Pojemność: 3250  |
|                  |

| Cork City       |
| --------------- |
| Turners Cross   |
| Pojemność: 7485 |
|                 |

| Derry City         |
| ------------------ |
| Brandywell Stadium |
| Pojemność: 3700    |
|                    |

| Drogheda United  |
| ---------------- |
| Hunky Dorys Park |
| Pojemność: 3500  |
|                  |

| Dundalk         |
| --------------- |
| Oriel Park      |
| Pojemność: 4500 |
|                 |

| Galway United     |
| ----------------- |
| Eamonn Deacy Park |
| Pojemność: 5000   |
|                   |

| Limerick        |
| --------------- |
| Markets Field   |
| Pojemność: 3000 |
|                 |

| Longford Town        |
| -------------------- |
| City Calling Stadium |
| Pojemność: 6850      |
|                      |

| St Patrick’s Athletic |
| --------------------- |
| Richmond Park         |
| Pojemność: 5340       |
|                       |

| Shamrock Rovers  |
| ---------------- |
| Tallaght Stadium |
| Pojemność: 8000  |
|                  |

| Sligo Rovers    |
| --------------- |
| Showgrounds     |
| Pojemność: 3873 |
|                 |

Źródło: .